# Chadschimurat Magomedowitsch Akkajew
Chadschimurat Magomedowitsch Akkajew (russisch Хаджимурат Магомедович Аккаев, wiss. Transliteration Chadžimurat Magomedovič Akkaev; * 27. März 1985 in Tyrnyaus, Kabardino-Balkarische ASSR, Russische SFSR, UdSSR) ist ein russischer Gewichtheber balkarischer Herkunft.

## Karriere
Akkajew trat international bereits als Jugendlicher in Erscheinung. 2000 konnte er bei den Europameisterschaften der Jugendlichen in Košice in der Gewichtsklasse bis 76 kg mit 297,5 kg (135,0/162,5 kg) im Zweikampf Gold gewinnen. Ein Jahr später erzielte er bei der gleichen Veranstaltung bereits 330,0 kg (150,0 kg/180,0 kg) im Leichtschwergewicht bis 85 kg. Bei der Junioren-WM 2003 in Hermosillo bekam Akkajew erstmals Konkurrenz und belegte mit 370,0 kg (170,0/200,0 kg) den zweiten Platz im Mittelschwergewicht bis 94 kg. In dieser Gewichtsklasse blieb Akkajew nun die nächsten sechs Jahre.
Im Olympiajahr 2004 trat Akkajew ein letztes Mal bei einer Junioren-WM an und konnte sich mit 400,0 kg (185,0/215,0 kg) im Zweikampf für die Olympischen Spiele in Athen empfehlen, wo er mit 405,0 kg (185,0/220,0 kg) die Erwartungen erfüllte und den zweiten Platz hinter Milen Dobrew, der 407,5 kg hob, und vor seinem Landsmann Eduard Tjukin, der 397,5 kg erzielte, belegte.
Ohne nach seiner ersten Dopingsperre einen internationalen Wettkampf bestritten zu haben, trat Akkajew erneut gedopt bei den Olympischen Spielen 2008 in Peking an. Hier kam er hinter dem ebenfalls gedopten Kasachen Ilja Iljin und dem Polen Szymon Kołecki auf den dritten Platz. In den eigentlichen Medaillenkampf konnte Akkajew jedoch nicht eingreifen, da seine Trainer entschieden ihn in der B-Gruppe der Veranstaltung starten zulassen.
2010 startete Akkajew erstmals bei einer Europameisterschaft der Senioren. In Minsk konnte er keinen gültigen Versuch im Reißen einbringen und beendete dann seinen Wettkampf. Seitdem trat Akkajew bei einem lokalen Wettkampf mit 102,6 kg Körpergewicht im Schwergewicht bis 105 kg an und erzielte 425,0 kg (195,0/230,0 kg) in seiner neuen Gewichtsklasse.

## Doping-Wiederholungstäter
Bereits 2005 war Akkajew positiv getestet und bis 2007 von der IWF gesperrt worden. Der Sportler blieb davon jedoch unbeeindruckt und trat auch gedopt zu den Olympischen Spielen 2008 in Peking an. Dies kam bei umfangreichen Nachtests ans Licht, die 2016 stattfanden. Im November 2016 wurde ihm die Olympiamedaille aus Peking aberkannt.